# الحديقة الوطنية، أثينا
الحديقة الوطنية، أثينا
الحديقة الوطنية(الحديقة الملكية سابقًا) (باليونانية:  Εθνικός Κήπος)‏ هي حديقة عامة تبلغ مساحتها 15.5 هكتارًا (38 فدانًا) في وسط العاصمة اليونانية أثينا. تقع بين منطقتي كولوناكي وبانغراتي، خلف مبنى البرلمان اليوناني مباشرة (القصر القديم) ويستمر إلى الجنوب إلى المنطقة التي يقع فيها زابيون، على الجانب الآخر من استاد باناثينيكو أو كاليمارمارو الأولمبي لعام 1896 للألعاب الأولمبية.
تحتوي الحديقة أيضًا على بعض الآثار القديمة والأعمدة الكورنثية والفسيفساء. على الجانب الجنوبي الشرقي توجد تماثيل أيوانيس كابوديسترياس، الحاكم الأول لليونان، وفلهيلين جان جابرييل إينارد. على الجانب الجنوبي توجد تماثيل نصفية للشعراء اليونانيين المشهورين ديونيسيوس سولوموس وهو مؤلف الترنيمة الوطنية اليونانية، بالإضافة إلى أرسطوطي فالوروريتس.

## التاريخ
قامت الملكة أماليا بتكفل عملية بناءها عام 1838 واستكملت بحلول عام 1840. وقد صممها المهندس الزراعي الألماني فريدريش شميدت الذي استورد أكثر من 500 نوع من النباتات ومجموعة متنوعة من الحيوانات بما في ذلك الطاووس والبط والسلاحف. لسوء الحظ بالنسبة للعديد من النباتات، ثبت أن مناخ البحر الأبيض المتوسط الجاف قاسي للغاية ولم تتمكن من البقاء.

### الحديقة الملكية
كانت الحديقة الملكية مسرحًا لنقطة تحول غير عادية في التاريخ اليوناني. في عام 1920، في نهاية الحرب العالمية الأولى، ظلت اليونان تحت حكم الملك ألكسندر وحكومة الفثيريوس فينيزيلوس ملتزمة بفكرة ميغالي (أحد مفاهيم القومية اليونانية التي تهدف لإقامة دولة يونانية تشمل جميع اليونانيون) حيث يجب أن تسيطر على أجزاء من آسيا الصغرى.

## خدمات

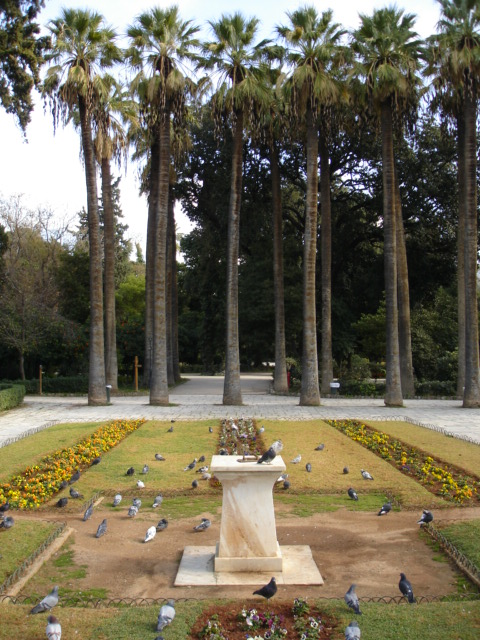
الحديقة الملكية

وصلة=|تصغير

## صالة عرض

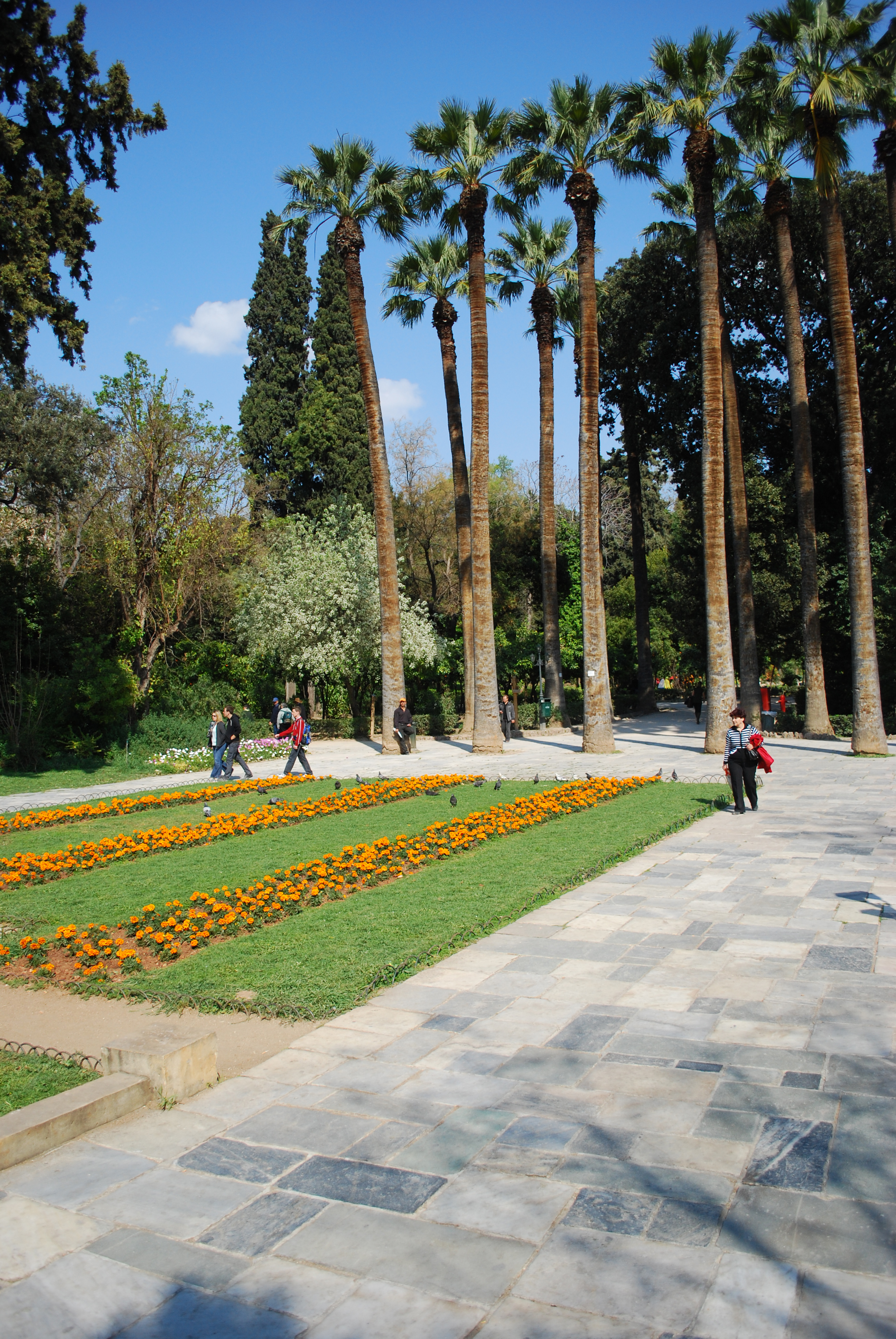
مشهد المدخل للحديقة
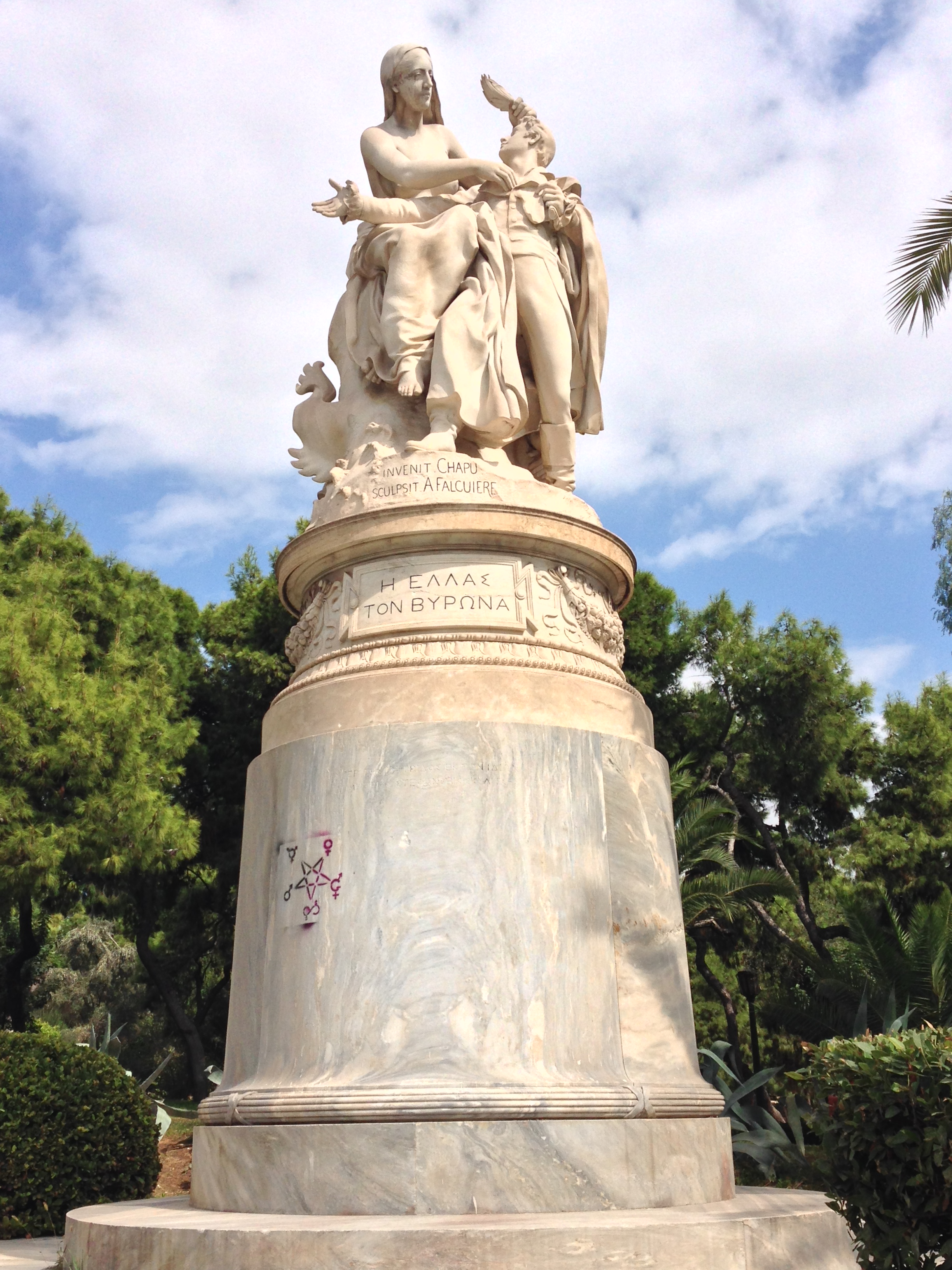
Monument to Lord Byron
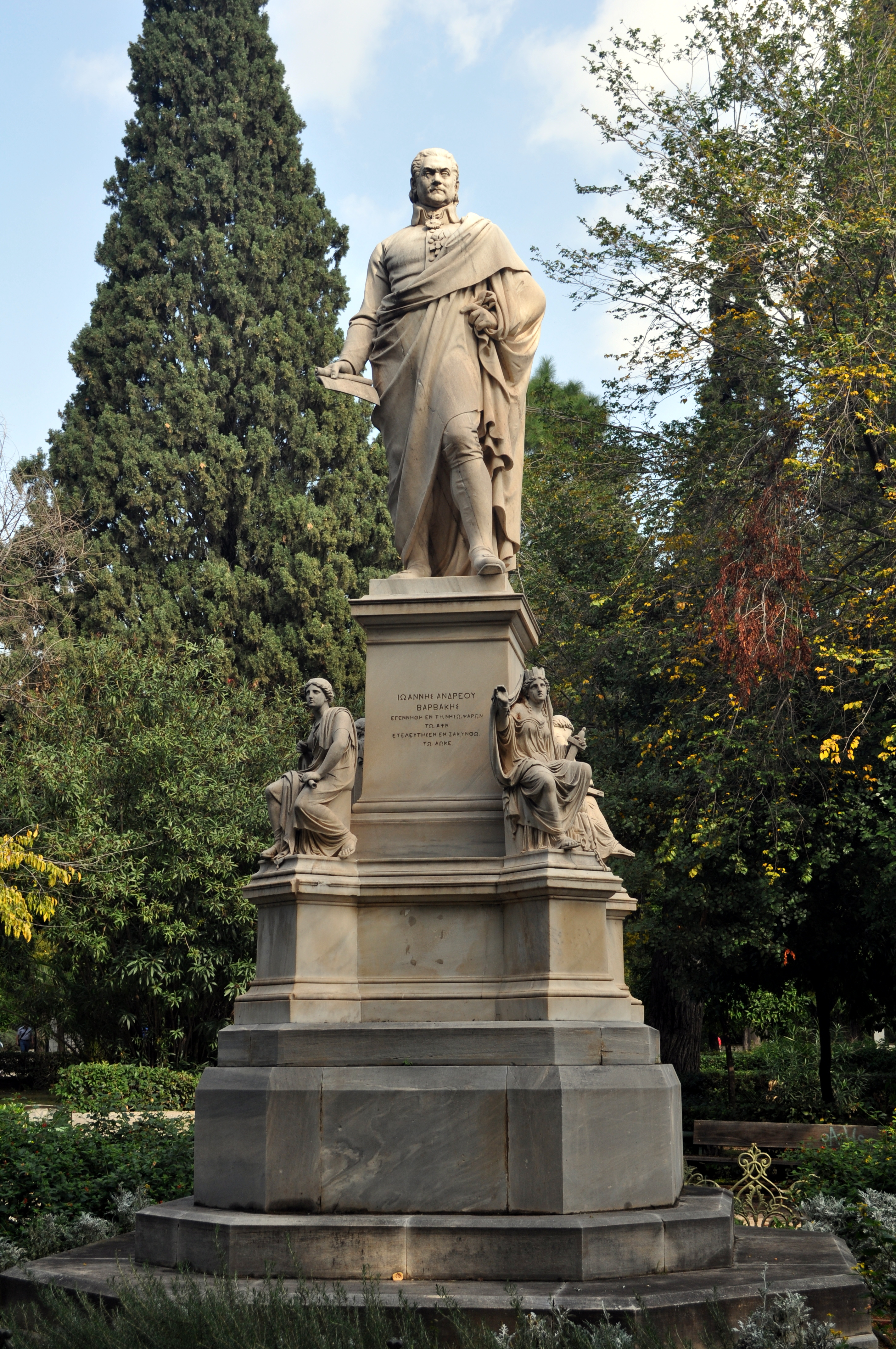
Statue of Ioannis Varvakis
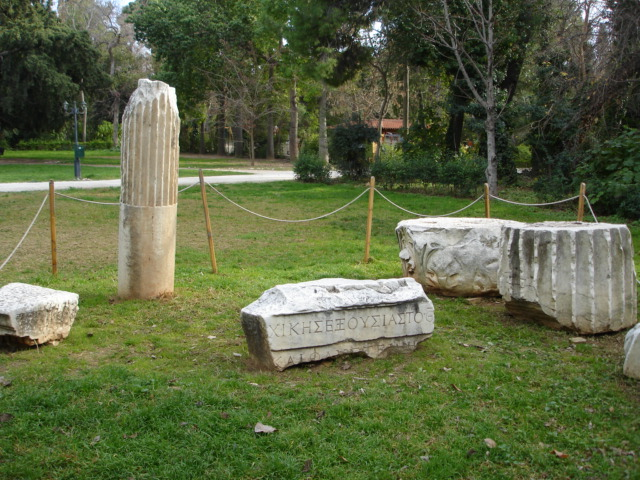
Antiquities within the National Garden
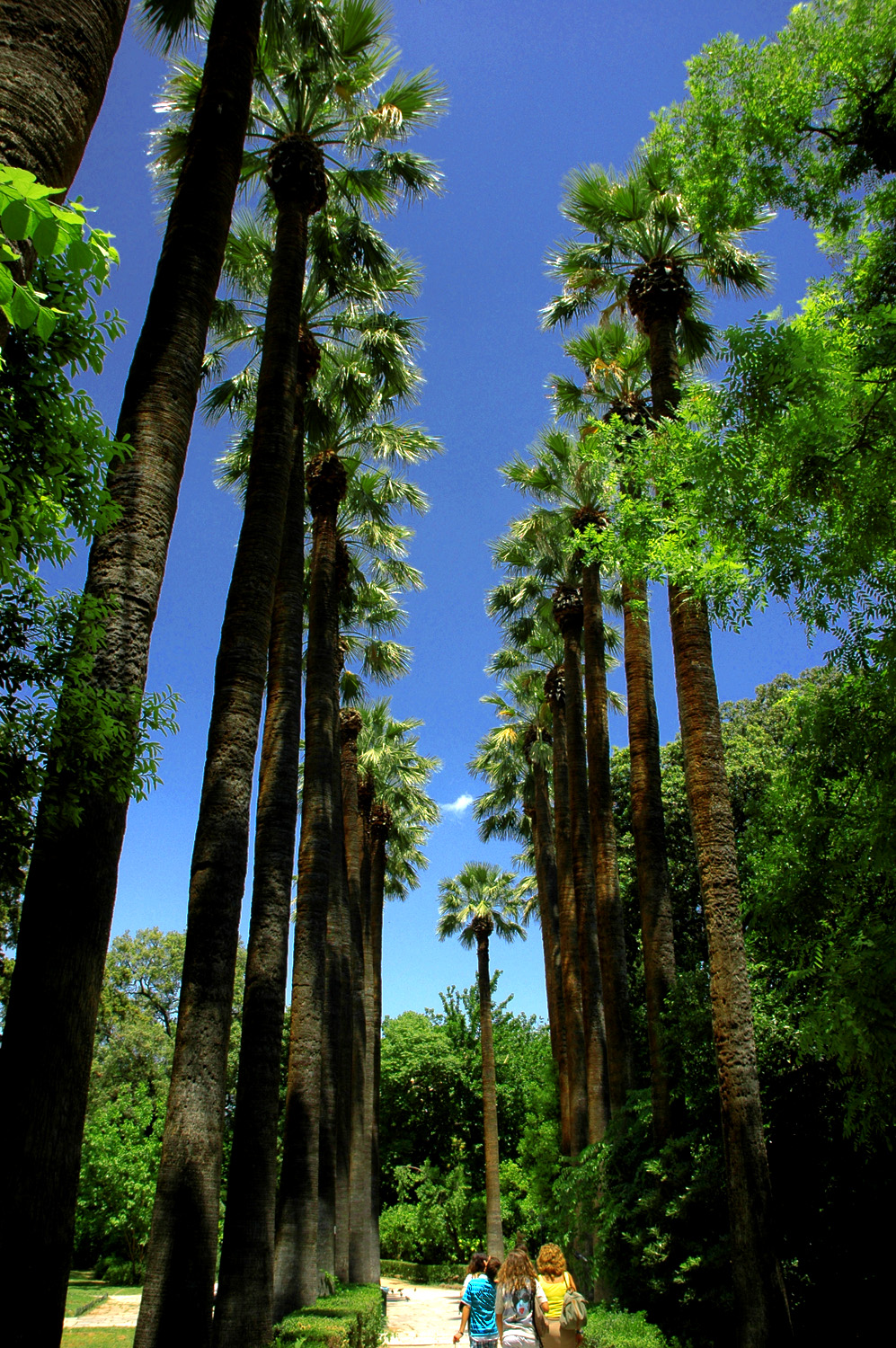
الطريق الشجري
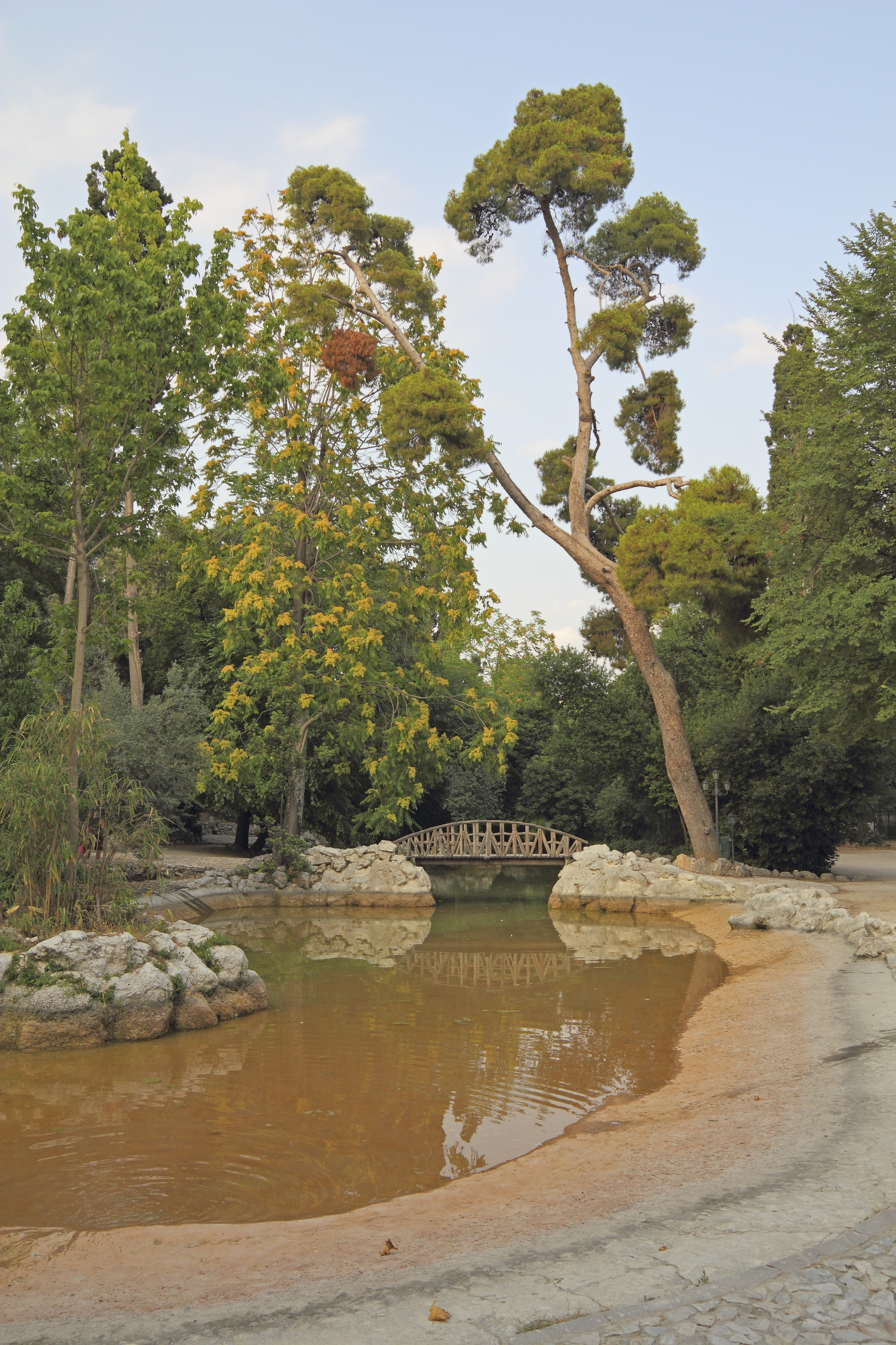
Ponds in National Garden